# Printemps du cœur

Printemps du cœur est un film muet français réalisé par Léonce Perret et sorti en 1916.

## Fiche technique
- Réalisation : Léonce Perret
- Chef-opérateur : Georges Specht
- Société de production : Société des Établissements L. Gaumont
- Pays de production : France
- Format : Muet - Noir et blanc
- Genre : Film romantique
- Date de sortie : 
  - France : 17 avril 1916

## Distribution
- Fabienne Fabrèges
- Marquisette Bosky